# Hööks Hästsport
Hööks Hästsport AB är ett företag inom hästsportbranschen och har ett sortiment för ryttare, häst och hund. Sortimentet består av utrustning, kläder och skor. Företaget har ett nät av butiker i Sverige, Norge, Danmark och Finland samt försäljning via e-handel.
Hööks omsätter cirka 700 miljoner kronor och har cirka 450 anställda. Verksamheten bedrivs från lokaler i Viared väster om Borås med lager, ledning och butik.
Hööks vd är Caroline Hjelte, som tidigare har varit vd för Lagerhaus och Granit.

## Företagshistorik
År 1976 tog Bengt Höök över företaget från sin styvfar Oscar Waern som hade drivit sadelmakeri sedan 1931. Företaget låg i många år i Tranemo men år 2000 flyttade hela verksamheten till Borås.
År 2019 köpte Jula Holding Hööks av Nalka Invest samt Joachim och Maria Höök.